# Heinz Brestel
Heinz Brestel (* 12. Juni 1922 in Landsberg an der Warthe; † 14. April 2009 in Mendrisio, Schweiz) war ein deutscher Journalist und Publizist.

## Leben und Werk
Brestel war Sohn eines Reichsbahnbeamten. Seit 1948 war er als Journalist tätig. 1973 wechselte er von der Frankfurter Zentrale der F.A.Z. als Korrespondent nach Zürich. Nach seinem offiziellen Ruhestand im Jahr 1987 blieb er weiterhin als Journalist und Autor tätig. Neben seiner Arbeit für die Zeitung veröffentlichte er mehrere Bücher zu Finanzthemen. In Deutschland errang er besondere Bekanntheit durch die bis 2007 regelmäßig in der FAZ erschienene Kolumne Blick aus Zürich.

## Schriften (Auswahl)
- Jahrbuch für Kapitalanleger 1999: Wo ist das Geld sicher? 1999, ISBN 978-3-322-87164-0.
- So nutzt man den Wirtschaftsteil einer Tageszeitung. 1994, ISBN 3-7973-0446-3.
- Vom Policenverkäufer zum Vermögensberater. 1989, ISBN 978-3-88487-184-3.
- So nutzt man den Wirtschaftsteil einer Tageszeitung. 1987, ISBN 978-3-7973-0446-9.
- Vermögen in Amerika. Ein Ratgeber für Kapitalanlagen in USA und Kanada. 1981.
- Weh dem der spart? 1967.